# Bethany Lutheran College

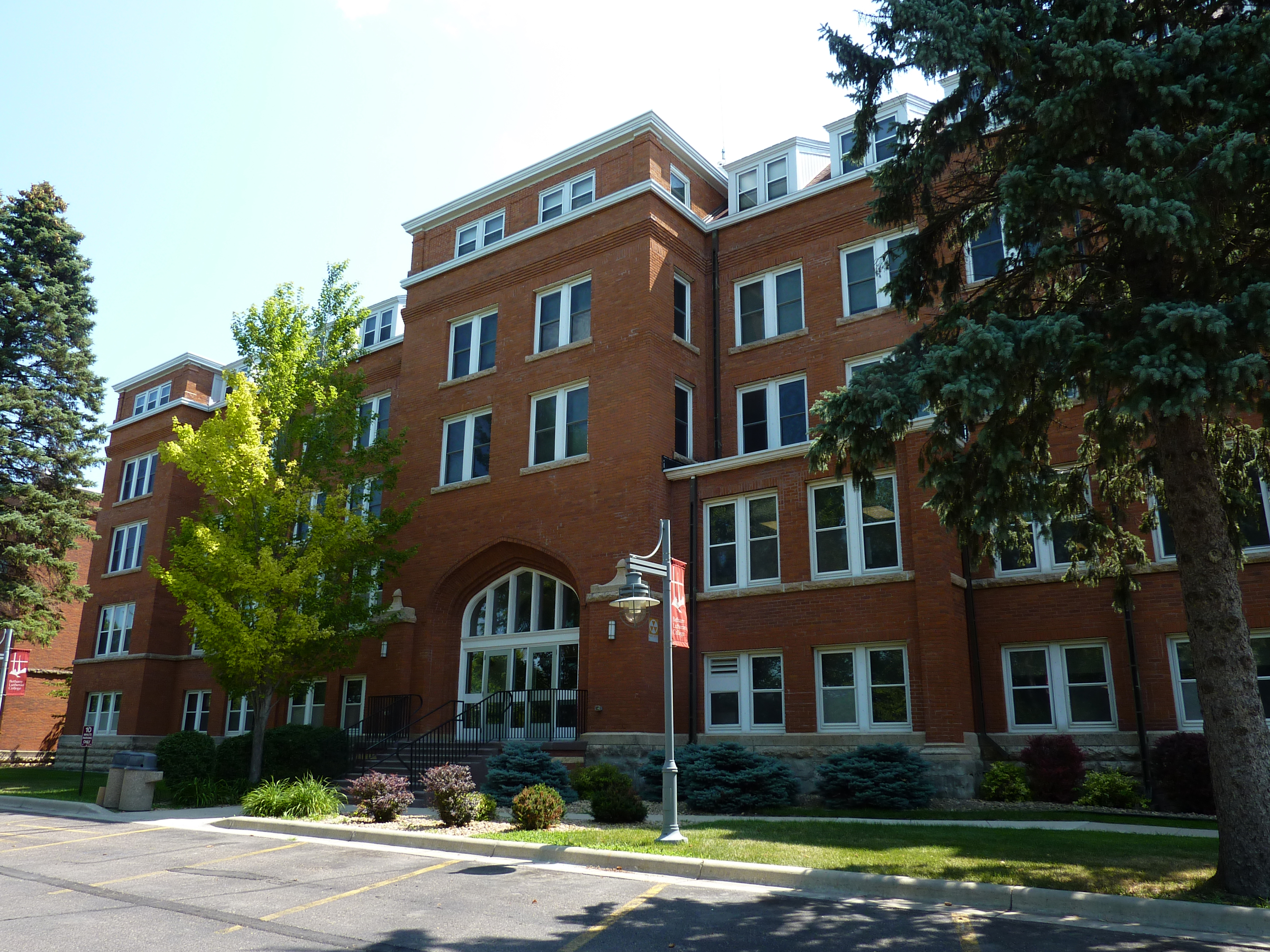
Den "Old Main" byggnad av Bethany Lutheran College

Bethany Lutheran College (BLC), lutherskt college i Mankato, Minnesota, USA. BLC är knutet till Evangelical Lutheran Synod, och har Drygt 500 studenter. 
Bethany Lutheran College grundades 1927. Från början bestod BLC av en high school samt ett tvåårigt så kallat junior college. 1969 lades high school-delen ned. 2001 började BLC med 4-åriga collegeutbildningar, vilket leder till en Bachelor of Arts.